# Xiphidiopsis sumatrensis
Xiphidiopsis sumatrensis är en insektsart som beskrevs av Heinrich Hugo Karny 1924. Xiphidiopsis sumatrensis ingår i släktet Xiphidiopsis och familjen vårtbitare. Inga underarter finns listade i Catalogue of Life.